# Kujtim Laro
Kujtim Laro (Valona, 8 agosto 1947 – Tirana, 2004) è stato un compositore albanese.
Laureatosi all'Accademia delle Belle Arti di Tirana nel 1970, divenne professore presso la stessa Accademia per molti anni; ha anche lavorato come direttore artistico presso Ansamblit të Ushtrisë.
Laro era stato insignito con diversi premi nazionali dal Presidente della Repubblica, come l'"Artist i Merituar" e il "Naim Frashëri".
Kujtim Laro ha composto più di 35 colonne sonore di film albanesi, decine di canzoni di musica leggera, diversi composizioni di musica classica.

## Elenco delle colonne sonore composte
- I teti ne bronz (1970)
- Yjet e neteve te gjata (1972)
- Operazioni 'Zjarri' (1973)
- Shtigje lufte (1974)
- Ne fillim te veres (1975)
- Rrugicat qe kerkonin diell
- Lulekuqet mbi mure (1976)
- Guna përmbi mbi tela (1977)
- Libertà o morte (1979)

•  Nusja dhe shtetrrethimi 
•  Udha e shkronjave
•  Partizani i vogel VELO
•  Nëntori i dytë
•  Nga mesi i errësirës
•  Militanti
•  Vendimi